# Điện Tiến
Điện Tiến là một xã thuộc thị xã Điện Bàn, tỉnh Quảng Nam, Việt Nam.

## Địa lý
Xã Điện Tiến nằm ở phía tây bắc thị xã Điện Bàn, có vị trí địa lý:
- Phía đông giáp xã Điện Hòa và xã Điện Thọ
- Phía tây giáp huyện Đại Lộc
- Phía nam giáp xã Điện Hồng
- Phía bắc giáp thành phố Đà Nẵng.

Xã Điện Tiến có diện tích 15,37 km², dân số năm 2019 là 8.124 người, mật độ dân số đạt 529 người/km².

## Hành chính
Xã Điện Tiến được chia thành 5 thôn: Châu Sơn 1, Châu Sơn 2, Thái Sơn, Xuân Diệm, Thái Cẩm.

## Kinh tế
Nền kinh tế chủ lực của xã hiện nay vẫn là nông nghiệp. Nhưng hiện nay có một số dự án Khu du lịch sinh thái Việt Nam tại đây đã góp phần làm cho người dân chuyển từ nông nghiệp sang dịch vụ.

## Du lịch

### Khu du lịch sinh thái Bồ Bồ
Bồ Bồ là tên gọi của một điểm cao của dãy núi Đất, nay thuộc xã Điện Tiến, thị xã Điện Bàn, tỉnh Quảng Nam. Đỉnh Bồ Bồ ở độ cao 55m so với mặt biển, tương đối bằng phẳng, có thể làm nơi đổ của máy bay trực thăng. Lợi dụng điểm cao này, quân Pháp đã xây dựng trên đỉnh Bồ Bồ một cứ điểm mạnh, trang bị nhiều trọng pháo để bảo vệ Đà Nẵng ở mặt nam, đồng thời khống chế vùng đồng bằng rộng lớn của thị xã Điện Bàn và hai huyện Đại Lộc, Hòa Vang.